# 衰变热

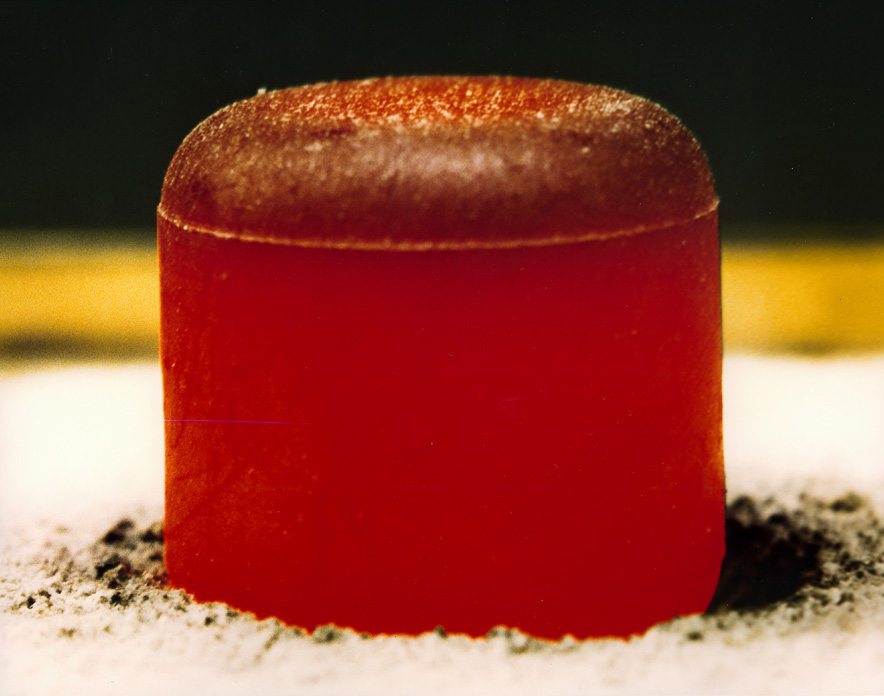
在热隔离测试后，放射性同位素热能发电机的二氧化钚-238颗粒因放射性衰变而产生热，呈红色。

衰变热(Decay Heat)是放射性衰变中热量的释放。这种热是由于辐射对材料的影响而产生的，如α、β、γ射线的能量转换成原子的热运动。
衰变热是由于在地球初形成中，原始存在的长寿命放射性同位素的衰变所自然产生的。
在核反应堆工程中，核反应堆关闭（参见紧急停机与链式反应）和停止发电后，仍会继续产生衰变热。核反应堆关闭后，核分裂过程中产生的短寿命放射性同位素（如碘-131），仍会以高功率继续衰变一段时间。在刚关闭的核反应堆中，热的主要来源是在核分裂过程中，核分裂产物所产生的新的放射性元素的β衰变。
在反应堆关闭的那一刻，有着长时间和稳定的功率历史的反应堆中的放射性原料的衰变热仍会保持约原来6.5%的功率。一小时后，仍会保持1.5%的功率，一日后，约0.4%，一周后，约0.2%。基于放射性同位素会长时间存在于核废料当中，它们会在核废料中进行衰变，已消耗的燃料棒继续产生衰变热，至少1年，一般则10-20年，在进一步处理前，它们会被存放在乏燃料池。但是，这段时间产生的热量，仍然只是停机后第一周产生的热量的一小部分（少于10%）。
如果冷却系统没有正常运作以移除刚关闭和故障反应堆的衰变热，衰变热可能会使反应堆堆芯在数小时或数天内达到一个不安全的温度，取决于堆芯类型。极端的温度可引至轻微的燃料损毁(在气冷式反应堆中，如少数燃料（0.1-0.5%）故障或轻水堆的堆芯损毁（如堆芯熔毁）。化学物质从损毁的堆芯释出，可能会导致蒸汽或氢气爆炸，进一步损毁堆芯。

## 自然产生
自然产生的衰变热是地球内部的重要热原。铀，钍，钾等的放射性同位素是衰变热的主要来源，放射性衰变也是地热能的重要来源。
衰变热在天体物理学的现象中有相当的重要性。如Ia超新星的光变曲线被广泛地认为是由镍和钴等衰变为铁的放射性产物提供能量。

## 乏燃料
一年后，典型的乏燃料产生约10千瓦/吨的衰变热，10年后降至约1千瓦/吨。因此，乏燃料需要多年有效的，主动和被动冷却。